# 三官手书
三官手书是五斗米道为人治病时所用的一种仪式。将病人书写的自己的姓名的具有悔过服罪含义的文书一式三份，一份放在山上，代表天官赐福，一份埋在地下，代表地官赦罪，一份沉入水中，代表水官解厄。

## 参看
- 三才